# 타지키스탄의 국기

타지키스탄의 대통령기

타지키스탄의 국기는 1992년 11월 25일에 제정되었다.
하얀색 가로 줄무늬는 빨간색 가로 줄무늬와 초록색 가로 줄무늬에 비해 폭이 넓은 편이며 빨간색:하얀색:초록색 가로 줄무늬의 비율은 2:3:2이다. 하얀색 가로 줄무늬 가운데에는 노란색 왕관이 7개의 노란색 별에 둘러싸여 있는 모양의 디자인이 그려져 있다. 빨간색은 나라의 통합을, 하얀색은 순수함, 국민의 통합과 면화를, 초록색은 농업과 이슬람교의 정신적인 의미를 나타낸다.

## 색상
| 색상 | 빨강              | 하양                  | 초록              | 노랑                |
| ---- | ----------------- | --------------------- | ----------------- | ------------------- |
| RGB  | 204–0–0 (#CC0000) | 255–255–255 (#FFFFFF) | 0–102–0 (#006600) | 248–195–0 (#F8C300) |

## 역대 타지키스탄의 국기

타지크 소비에트 사회주의 공화국의 국기 (1924년-1929년)
타지크 소비에트 사회주의 공화국의 국기 (1929년-1931년)
타지크 소비에트 사회주의 공화국의 국기 (1931년-1935년)
타지크 소비에트 사회주의 공화국의 국기 (1935년-1936년)
타지크 소비에트 사회주의 공화국의 국기 (1936년-1938년)
타지크 소비에트 사회주의 공화국의 국기 (1938년-1940년)
타지크 소비에트 사회주의 공화국의 국기 (1940년-1953년)
타지크 소비에트 사회주의 공화국의 국기 (1953년-1991년)
타지키스탄의 국기 (1991년-1992년)

## 제안된 타지키스탄의 국기 디자인

1992년에 제안된 타지키스탄의 국기 디자인
1992년에 제안된 타지키스탄의 국기 디자인

## 같이 보기
- 타지키스탄의 국장
- 타지키스탄의 역사
- 이란의 국기
- 헝가리의 국기